# RockBugo
RockBugo è la prima raccolta del cantautore italiano Bugo, pubblicata il 27 maggio 2018 in formato LP e il 6 luglio successivo in formato digitale.
Contiene alcune delle più famose canzoni di Bugo, riarrangiate in chiave rock.

## Registrazione e produzione
Il disco è stato registrato a Brescia presso il Monolith Studio con il contributo del chitarrista Massimiliano Frignani e del batterista Michele Marelli, ad eccezione di "Vado ma non so" e "Comunque io voglio te" che provengono da registrazioni live. In studio Bugo canta e suona chitarra elettrica e basso.
In un'intervista per RaiNews24 Bugo dichiara:
La tracklist si compone di brani provenienti dai suoi dischi di maggior successo, da Dal lofai al cisei fino a Nessuna scala da salire, cercando di metterci dentro tutte le varie sfaccettature della sua musica.
È presente anche una cover di Bollicine di Vasco Rossi.
Nel 2020 i diritti dell'album sono stati acquisiti da Mescal, nuova etichetta di Bugo.

## Tracce
1. Nel giro giusto – 4:48
2. Io mi rompo i coglioni – 3:46
3. Me la godo – 3:17
4. C'è crisi – 4:22
5. Vado ma non so (live) – 3:51
6. Arrivano i nostri – 4:08
7. Casalingo – 4:09
8. Ggeell – 3:47
9. Bollicine – 3:53
10. Comunque io voglio te (live) – 4:48

## Formazione
- Bugo - voce, chitarra, basso, produzione
- Michele Marelli - batteria, produzione
- Max Frignani - chitarra
- Andrea Castelli - basso
- Cristiano Baldo - tour manager
- Stefano Scattolin - live recording